# Acacia magnifica
Acacia magnifica là một loài thực vật có hoa trong họ Đậu. Loài này được Pottier miêu tả khoa học đầu tiên.